# 渥太华 (俄亥俄州)
渥太华（Ottawa）是美国俄亥俄州普特南县的一个村，是普特南县的县城。2010年人口普查时人口为4,460人。

## 历史
该地区最初由休伦族部落和渥太华部落居住。1817年，西北俄亥俄州的大片土地被割让给美国，布兰查德福克储地已经建成，直到储地在1831年被割让而不复存在，该储备区的渥太华人口在1832年移至堪萨斯州。在保护区内，有两个渥太华村庄，其中下瓦塔镇成为俄亥俄州的渥太华村。